# Budžak (Bačko-kiškunska županija, Mađarska)
Budžak (mađ. Budzsák)  je selo u jugoistočnoj Mađarskoj. 

## Zemljopisni položaj
6 je kilometara zapadno od uže jezgre Santova, uz granicu s Hrvatskom, kod hrvatskog dijela Bačke, Karapandže. Kroz selo teče Karapandžanski kanal. Budžak je s Bačke strane starog (istočnog) toka Dunava.
Južno od Budžaka je selo Karapandža, jugozapadno je Debrina, jugoistočno je Bereg u Vojvodini, sjeveroistočno je Dautovo, sjeverozapadno su Vomrud i Mohač, zapadno su rijeka Dunav, nacionalni park Dunav-Drava i Kuljket, južno je vikendaško naselje Šebešfok u Vojvodini, jugozapadno su Batina, Draž, Duboševica i Topolje u Hrvatskoj,

## Upravna organizacija
Nalazi se u bajskoj mikroregiji u Bačko-kiškunskoj županiji. Upravno pripada naselju Santovu, a uz ovo selo to su još i Debrina, Karapandža, Klágya, Mezőtanya i još neki.
Poštanski broj je 6525.
2001. je godine Budžak imao 79 stanovnika.

## Promet
Prometno je udaljeno od važnih kopnenih prometnica.